# Santo Tomás de Castilla
Santo Tomás de Castilla, nota oggi come Matías de Gálvez, è una città portuale situata nel dipartimento di Izabal, tra le più importanti del Guatemala. La città è posta nella baia di Amitique, situata nel golfo dell'Honduras. Amministrativamente è considerata parte della città di Puerto Barrios.

## Storia
Santo Tomás de Castilla fu inizialmente colonizzata dal Belgio nel XIX secolo. Il 16 aprile 1842 la Compagnia Belga di colonizzazione ricevette a nome del re Leopoldo I del Belgio una concessione dal Parlamento del Guatemala per un terreno di 360.000 ettari tra i fiumi Rio Motagua e Rio Dulce, abitato da circa 1.200 nativi.
La condizione era che i coloni avrebbero dovuto costruire strade e ponti e che la sovranità sul territorio sarebbe rimasta al Guatemala. Presidente della società era l'ex-ministro belga Félix de Merode, vicepresidente il conte Théophile Antoine Guillaume de Hompesch.
I primi 54 coloni, provenienti da Anversa, arrivarono nel maggio 1843. Tra il 1843 e il 1848 si stabilirono a Santo Tomás de Castilla centinaia di coloni, principalmente fiamminghi. Ci furono anche coloni provenienti dalla Germania. Nel 1845, infatti, su 280 coloni 93 erano tedeschi.
La rapida crescita, tuttavia, fu seguita da un rapido declino. La cattiva amministrazione, le precarie condizioni sociali e ambientali e il sospetto degli inglesi (Santo Tomás de Castilla era vicino all'Honduras Britannico), degli Stati Uniti d'America (che in quel periodo seguivano la dottrina Monroe) e, infine, delle autorità guatemalteche non giovarono al progetto. In soli 18 mesi, dal 1845 al 1846, morirono 211 degli 871 coloni. Molti belgi si trasferirono nella capitale, Città del Guatemala, mentre altri ritornarono in Belgio. Santo Tomás de Castilla venne definitivamente abbandonata nel 1854. Il conte di Hompesch si trovò costretto a dover giustificare il fallimento, prima alle banche e poi all'opinione pubblica ed infine al re ed al governo del Belgio, inizialmente contrari al progetto.
Un cimitero belga fu comunque presente a Santo Tomás de Castilla fino al 1960.
Nel 1958 il comune cambiò nome in Matías de Gálvez, anche se la popolazione continua ad utilizzare quello precedente. Il governo guatemalteco decise di costruire un porto che permise lo sviluppo e l'ammodernamento della città.
Nel 1975 Matías de Gálvez entrò a far parte della zona di libero scambio delle Americhe.
La città divenne il porto più trafficato del Guatemala, principalmente per la movimentazione di merci, mentre Puerto Barrios si limitava ai prodotti agricoli. Matías de Gálvez divenne il quartier generale della Marina del Guatemala; la città è collegata con la capitale tramite ferrovia, autostrada e aeroporto. Nel 2004 Matías de Gálvez iniziò ad accettare l'entrata in porto delle navi da crociera che usualmente navigano nella zona dei Caraibi. Le crociere iniziarono a portare turisti in questo tratto di costa prima molto trascurato, dando un nuovo sviluppo all'economia locale.